# Höhere Lehranstalt für Mode und Bekleidungstechnik Mödling

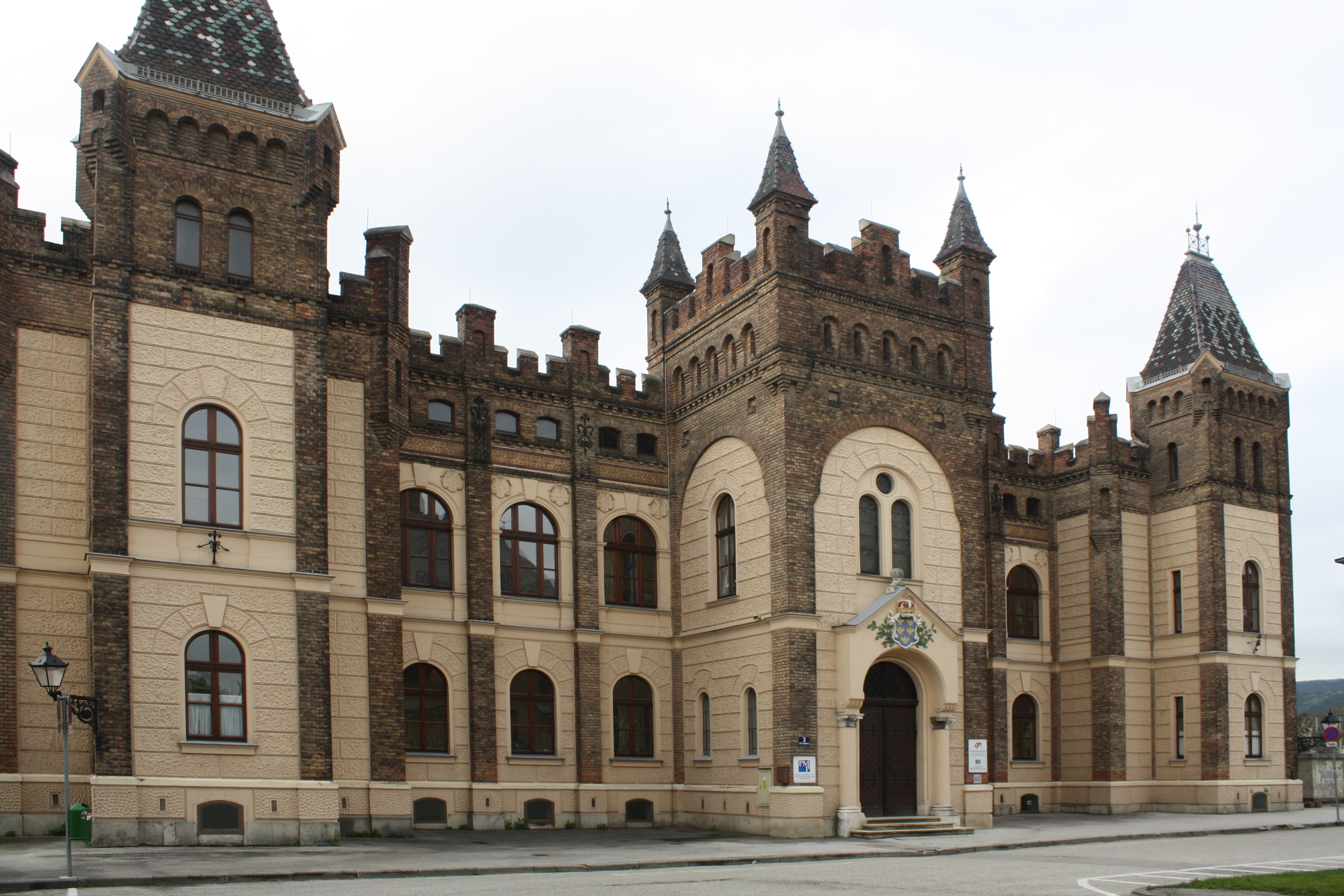
Südtrakt des Waisenhauses

Die Höhere Lehranstalt für Mode und die Höhere Lehranstalt für Produktmanagement und Präsentation  Mödling sind HLAs in der Stadt Mödling. Schulerhalter ist das Land Niederösterreich.

## Geschichte
Die Schule wurde 1924 als Zweijährige Frauengewerbeschule für Weißnähen und Kleidermachen im Hyrtl’schen Waisenhaus gegründet. 1939 bis 1955 war sie eine Städtische Lehranstalt für gewerbliche Frauenberufe, 1955 bis 1963 Lehranstalt für Damenkleidermacher. Von 1963 bis 1977 war es Landesfachschule für Damenkleidermacher, ab 1973 Landesfachschule für Bekleidungsgewerbe und Bekleidungsindustrie. Ab 1982 hieß die Schule Höhere Lehranstalt für Mode und Bekleidungstechnik, ab 1995 Modeschule Mödling mit den Abteilungen Höhere Lehranstalt für Mode, Fachschule für Mode, Kolleg für Mode, Haushaltungsschule. Ab 2000 kam zusätzlich Höhere Lehranstalt für Produktmanagement und Präsentation dazu. 2010 wurde die Einjährige Wirtschaftsfachschule eingestellt.

## Schuldaten
Direktor ist Martin Pfeffer.

### Lehrkörper
Der Lehrkörper besteht aus insgesamt 62 Lehrern.

### Schüler/Klassen
- Schüler: fast 500, Stand Oktober 2022 (davon über 90 % Schülerinnen)
- Klassen: 16

## Bildungsangebote
- Höhere Lehranstalt für Mode (Lehrplan 2009), I. und II. Jahrgang
- Höhere Lehranstalt für Mode und Bekleidungstechnik, Ausbildungsschwerpunkt Modedesign (auslaufend) / Höhere Lehranstalt für Mode (Lehrplan 2009), Ausbildungsschwerpunkt Modedesign und Grafik
- Höhere Lehranstalt für Mode und Bekleidungstechnik, Ausbildungsschwerpunkt Modemarketing (auslaufend) / Höhere Lehranstalt für Mode (Lehrplan 2009), Ausbildungsschwerpunkt Modemarketing und Visual Merchandising
- Höhere Lehranstalt für Produktmanagement und Präsentation, Schulversuch gemäß § 7 SchOG